# Сыченко, Евгений Александрович
Евгений Александрович Сыченко (род. 1970 или 16 марта 1970, Запорожье) — советский, украинский хоккеист, нападающий. Тренер.

## Биография
На юношеском и молодёжном уровне выступал за харьковские «Динамо» и Спортинтернат, за минский ШВСМ. В сезоне 1989/90 дебютировал в команде высшей лиги «Динамо» Харьков. В начале следующего сезона перешёл из вылетевшего в первую лигу клуба в другую команду этой лиги воронежский «Буран». По ходу следующего сезона вернулся в «Динамо». В течение шести сезонов (1992/93 — 1997/98) на профессиональном уровне не выступал. Затем играл за клубы России, Украины и Белоруссии «Беркут» Киев (1998/99, 2001/02), «Крылья Советов» Москва (1999/2000), «Льдинка» Киев (1999/2000), МГУ Москва (2001/02), «Гомель» и «Витебск» (2002/03), «Белгород» (2003/04 — 2004/05), «Днепровские волки» (2006/07 — 2007/08), «Приднепровск» (2008/09).
Тренер в клубах «Белгород» (2005/06), «Витебск» (2006/07). Главный тренер в командах «Днепровские волки» (2007/08), «Моржи» Запорожье (2008/09). Тренер в МХК «Крылья Советов» (2010/11), «Брянске» (2011/12). Главный тренер команды МХЛ-Б «Белгород» (2012/13 — 2014/15). Тренер в ХК МВД Балашиха (2015/16 — 2016/17), «Металлурге» Новокузнецк (2017/18 — 2018/19), «Динамо» Тверь (2019/20).